# Анекс (Орегон)
Анекс (енгл. Annex) насељено је место без административног статуса у америчкој савезној држави Орегон.

## Демографија
По попису из 2010. године број становника је 235.
| Група             | 2000.    | 2010.       |
| Белци             | 0 (0,0%) | 174 (74,0%) |
| Афроамериканци    | 0 (0,0%) | 3 (1,3%)    |
| Азијати           | 0 (0,0%) | 1 (0,4%)    |
| Хиспаноамериканци | 0 (0,0%) | 51 (21,7%)  |
| Укупно            | 0        | 235         |